# Nephepeltia aequisetis
Nephepeltia aequisetis – gatunek ważki z rodziny ważkowatych (Libellulidae). Występuje na terenie Ameryki Południowej.